# Tarmapachylus koepckei
Tarmapachylus koepckei is een hooiwagen uit de familie Gonyleptidae.